# Campeonato del Mundo de patinaje de velocidad en línea 2012
El Campeonato Mundial de patinaje de velocidad en línea de 2012 tuvo lugar del 8 al 15 de septiembre de 2012 en Ascoli Piceno y San Benedetto del Tronto, Italia. Fue la tercera ocasión que la localidad belga organizó el campeonato mundial tras las ediciones de 1991 y 2002.
Los participantes más exitosos fueron Francesca Lollobrigida y Jercy Puello para mujeres y Bart Swings para hombres, con 4 medallas de oro cada uno.

## Mujeres
| Distancia                   | Oro                                                               | Plata                                                              | Bronce                                                            |
| Pista                       | Pista                                                             | Pista                                                              | Pista                                                             |
| --------------------------- | ----------------------------------------------------------------- | ------------------------------------------------------------------ | ----------------------------------------------------------------- |
| 300 m Contrarreloj          | So Yeong Shin                                                     | Giulia Bongiorno                                                   | Yi Seul An                                                        |
| 500 m Sprint                | Yi Seul An                                                        | Erika Zanetti                                                      | Giulia Bongiorno                                                  |
| 1.000 m Sprint              | Guo Dan                                                           | Ho Chen Yang                                                       | Francesca Lollobrigida                                            |
| 10.000 m Puntos/Eliminación | Francesca Lollobrigida                                            | Ho Chen Yang                                                       | Hyo Sook Woo                                                      |
| 15.000 m Eliminación        | Kelly Martínez                                                    | Francesca Lollobrigida                                             | Carolina Upegui                                                   |
| 3.000 m Relevos             | Colombia · Kelly Martínez · Paola Segura · Luisa Agudelo          | Alemania · Sabine Berg · Jana Gegner · Mareike Thum                | Italia · Giulia Bongiorno · Roberta Casu · Francesca Lollobrigida |
| Ruta                        |                                                                   |                                                                    |                                                                   |
| 200 m Contrarreloj          | Victoria Rodríguez                                                | María José Moya                                                    | Giulia Bongiorno                                                  |
| 500 m Sprint                | Erika Zanetti                                                     | Manon Kamminga                                                     | Erin Jackson                                                      |
| 10.000 m Puntos             | Francesca Lollobrigida                                            | Ho Chen Yang                                                       | Manon Kamminga                                                    |
| 20.000 m Eliminación        | Carolina Upegui                                                   | Francesca Lollobrigida                                             | Kelly Martínez                                                    |
| 5.000 m Relevos             | Países Bajos · Manon Kamminga · Elma de Vries · Bianca Roosenboom | Italia · Giulia Bongiorno · Erika Zanetti · Francesca Lollobrigida | China Tapei Meng Chu Li Ho Chen Yang Fu Jen Liu                   |
| Larga distancia             |                                                                   |                                                                    |                                                                   |
| 42.195 m Marathon           | Cecilia Baena                                                     | Elizabeth Arnedo                                                   | Mayra Arias                                                       |

## Hombres
| Distancia                   | Oro                                                        | Plata                                                            | Bronce                                                          |
| Pista                       | Pista                                                      | Pista                                                            | Pista                                                           |
| --------------------------- | ---------------------------------------------------------- | ---------------------------------------------------------------- | --------------------------------------------------------------- |
| 300 m Contrarreloj          | Pedro Causil                                               | Ioseba Fernández                                                 | Emanuelle Silva                                                 |
| 500 m Sprint                | Andrés Muñoz                                               | Pedro Causil                                                     | Gwendal Le Pivert                                               |
| 1.000 m Sprint              | Peter Michael                                              | Pedro Causil                                                     | Ewen Fernandez                                                  |
| 10.000 m Puntos/Eliminación | Fabio Francolini                                           | Bart Swings                                                      | Peter Michael                                                   |
| 15.000 m Eliminación        | Peter Michael                                              | Fabio Francolini                                                 | Bart Swings                                                     |
| 3.000 m Relevos             | Colombia · Andrés Muñoz · Pedro Causil · Carlos Pérez      | China Tapei Jia Jung Lin Lin Lo Wei Yan Cheng Chen               | Argentina Guillermo Servián Ezequiel Capellano Juan Cruz Araldi |
| Ruta                        |                                                            |                                                                  |                                                                 |
| 200 m Contrarreloj          | Ioseba Fernández                                           | Pedro Causil                                                     | Michel Mulder                                                   |
| 500 m Sprint                | Michel Mulder                                              | Gwendal Le Pivert                                                | Justin Stelly                                                   |
| 10.000 m Puntos             | Ewen Fernandez                                             | Alexis Contin                                                    | Gary Hekman                                                     |
| 20.000 m Eliminación        | Bart Swings                                                | Fabio Francolini                                                 | Alexis Contin                                                   |
| 5.000 m Relevos             | Bélgica · Bart Swings · Ferre Spruyt · Jore van den Berghe | Italia · Lorenzo Cassioli · Fabio Francolini · Patrizio Triberio | Chile · Rolando Ossandom · Jorge Reyes · Ricardo Verdugo        |
| Larga distancia             |                                                            |                                                                  |                                                                 |
| 42.195 m Marathon           | Bart Swings                                                | Andrés Muñoz                                                     | Ewen Fernandez                                                  |

## Medallero
| Pos. | País           | Oro | Plata | Bronce | Total |
| ---- | -------------- | --- | ----- | ------ | ----- |
| 1.   | Colombia       | 7   | 5     | 2      | 14    |
| 2.   | Italia         | 4   | 8     | 4      | 16    |
| 3.   | Bélgica        | 3   | 1     | 1      | 5     |
| 4.   | Países Bajos   | 2   | 1     | 3      | 6     |
| 5.   | Corea del Sur  | 2   | 0     | 2      | 4     |
| 6.   | Nueva Zelanda  | 2   | 0     | 1      | 3     |
| 7.   | Francia        | 1   | 2     | 4      | 7     |
| 8.   | España         | 1   | 1     | 0      | 2     |
| 9.   | Argentina      | 1   | 0     | 2      | 3     |
| 10.  | China          | 1   | 0     | 0      | 1     |
| 11.  | China Tapei    | 0   | 4     | 1      | 5     |
| 12.  | Chile          | 0   | 1     | 2      | 3     |
| 13.  | Alemania       | 0   | 1     | 0      | 1     |
| 14.  | Estados Unidos | 0   | 0     | 2      | 2     |